# Liborio di Le Mans
Liborio di Le Mans (Gallia, 320 circa – Le Mans, 23 luglio 397) è stato un vescovo francese. Fu il quarto vescovo di Le Mans ed è patrono della città di Paderborn.

## Biografia
Come per altri santi del IV secolo, si sa poco della sua vita. Non è noto dove e quando nacque ma, essendo stato vescovo di Le Mans dal 348, la sua nascita è da collocare nei primi decenni del IV secolo. Fece costruire alcune chiese nei dintorni di Le Mans, per cui la sua attività evangelizzatrice fu presumibilmente limitata alla Gallia del suo tempo. San Martino di Tours lo assistette quando morì il 23 luglio del 397. Fu sepolto nella basilica apostolica di Le Mans a fianco del suo predecessore, san Giuliano di Le Mans.

## Culto
Secondo la leggenda avvennero alcuni miracoli presso la sua tomba. Nell'anno 835 il vescovo Aldrich pose le reliquie del suo corpo nell'altare della cattedrale di Le Mans e l'anno seguente, su istruzioni dell'imperatore Ludovico il Pio, inviò le sue spoglie alla diocesi di Paderborn, fondata nel 799 da papa Leone III e dall'imperatore  Carlo Magno.
San Liborio è riconosciuto come santo dalla Chiesa cattolica, ma la sua ricorrenza non era prevista nel Messale Romano del 1570 del papa Pio V. Fu inserita nel Calendario romano nel 1702 per il giorno 23 luglio, assieme alla celebrazione di sant'Apollinare di Ravenna.
Dal 2001 il Martirologio Romano ha spostato la memoria liturgica al 9 aprile, così da lasciare libero il 23 luglio per la festa di santa Brigida di Svezia, patrona d'Europa.
A Paderborn si svolge tutti gli anni a cavallo del 23 luglio la "LiboriFest", una serie di celebrazioni liturgiche e manifestazioni laiche che dura nove giorni.
Nel 1977 l'arcivescovo di Paderborn Johannes Joachim Degenhardt ha istituito la «medaglia San Liborio per l'Unità e la Pace», conferita ogni cinque anni a persone che si sono distinte per aver contribuito all'unità dell'Europa sulla base dei princìpi cristiani.